# Sven Wimnell
Sven Bertil Wimnell, född 29 april 1925 i Strängnäs stadsförsamling, död 7 oktober 2021 i Stockholm, var en svensk arkitekt.
Wimnell, som var son till typograf Albin Leonard Wimnell och Elsa Vilhelmina Lindberg, avlade studentexamen 1944 och utexaminerades från Kungliga Tekniska högskolan 1952. Efter att ha varit anställd på arkitektkontor i Stockholm var han verksam vid Nordiska institutet för samhällsplanering (Nordplan). Han utgav Samhällsplaneringens problem: ett klassifikationssystem som hjälpmedel (Nordplan, 1986).